# Pata Negra
Pata Negra fue una banda española de flamenco fundada en 1978, en el barrio las 3000 Viviendas de Sevilla y liderada por los hermanos Raimundo y Rafael Amador tras la disolución de su anterior grupo, Veneno (del que también formaba parte el músico Kiko Veneno).  

## Historia
Pata Negra fue fundada por los hermanos Raimundo Amador y Rafael Amador Fernández en Sevilla tras la disolución de Veneno, la banda que los hermanos Amador habían fundado en 1975 con Kiko Veneno. Con la ayuda del productor Ricardo Pachón, grabaron una maqueta en 1978 con temas en su mayoría compuestos por Kiko Veneno. Poco después firmaron un contrato discográfico con Mercury Records, sello subsidiario en ese momento de Polydor, que desechó esta grabación por considerarla de baja calidad. En 1981 publican su primer álbum, Pata Negra, del que se extrajo el sencillo "Los Mánagers".
Un año más tarde lanzan su segundo álbum, Rock Gitano, de nuevo producido por Ricardo Pachón, donde interpretan temas como "Compañero del Alma" y "Baladilla De Los Tres Ríos", en los que ponen música a versos de Miguel Hernández y Federico García Lorca. Sin embargo, la banda no acaba de entenderse con la discográfica, que tras la publicación del álbum facilita la salida del grupo. A partir de entonces se integran en Nuevos Medios, un sello discográfico creado por el productor Mario Pacheco, interesado en publicar nuevos artistas flamencos, a los que otorga libertad creativa. Con Nuevos Medios rescatan la maqueta grabada en 1978 y la publican bajo el título de Guitarras callejeras en 1985.
En 1987 publican Blues de la Frontera, un álbum considerado por la crítica como uno de los mejores discos editados en España en los años ochenta, cuyo sonido contribuyó a sentar las bases de lo que sería el Nuevo Flamenco. Parte del álbum fue utilizado como banda sonora de la película de 1988 Bajarse al moro, de Fernando Colomo, en la que también participó la banda.
El 16 de febrero de 1989, Raimundo Amador participó en la Sala Zeleste de Barcelona en el que sería su último concierto con la formación antes de iniciar su carrera en solitario. Este concierto fue publicado en 1994 como álbum en vivo bajo el título En Directo. Ya con Rafael Amador como único componente de Pata Negra, aparece en 1990 un nuevo álbum, Inspiración y locura, en el que colaboran artistas como Tino di Geraldo, Remedios Amaya o Diego Amador. En 1994, sale al mercado el último álbum de estudio de Pata Negra, Como una vara verde.
En 1996 realizaron una gira con Navajita Plateá.

## Estilo
El estilo de Pata Negra mezcla flamenco, rock y blues en una síntesis que el propio grupo llamaba «blueslería». De hecho, Raimundo participó en la grabación de un disco clave en la fusión del flamenco con otros estilos: La leyenda del tiempo (1979), del cantaor Camarón de la Isla.

## Discografía

### Álbumes
- Pata Negra (Mercury, 1981)
- Rock gitano (Mercury, 1982)
- Guitarras callejeras (Nuevos Medios, 1985) (grabado en 1978)
- Blues de la frontera (Nuevos Medios, 1987)
- Inspiración y locura (Nuevos Medios, 1990)
- El directo (Nuevos Medios, 1994) (grabado en 1989)
- Como una vara verde (BMG Latin, 1995)

### Recopilatorios
- Arte Flamenco (1994)
- Rock gitano (nuevas mezclas) (1994)
- Best of Pata Negra (1998)
- Pata Negra (2002)

### Películas
- Bajarse al moro (1989) Como ellos mismos